# East Los Angeles
East Los Angeles (ofta förkortat East L.A. eller East Los) är ett statistiskt område (census-designated place) i Los Angeles County i Kalifornien.
Vid folkräkningen 2010 hade området 126 496 invånare, men befolkningen beräknas 2019 ha minskat till 121 187. 2020 beräknas 95,9 procent av befolkningen vara av latinamerikansk börd (totalt 87,4 procent beräknas ha mexikanskt ursprung).
East L.A. är känt för sin chicanokultur.
I augusti 1970 ägde en demonstration rum längs Whittier Boulevard i East L.A där 20 000 personer protesterade mot kriget i Vietnam och i synnerhet den oproportionerliga andelen stupade av latinamerikanskt och mexikanskt ursprung (andelen stupade amerikanska soldater ur denna grupp var 20 procent, att jämföra med 9 procent av befolkningen i stort). Demonstrationen har i efterhand setts som ett viktigt steg i kampen för rättigheter för den latinamerikanska befolkningen i USA.